# Liste der Biografien/Aby
Liste der Biografien |
Portal Biografien |
Personensuche
# |
A |
B |
C |
D |
E |
F |
G |
H |
I |
J |
K |
L |
M |
N |
O |
P |
Q |
R |
S |
T |
U |
V |
W |
X |
Y |
Z |
?
 
Aa |
Ab |
Ac |
Ad |
Ae |
Af |
Ag |
Ah |
Ai |
Aj |
Ak |
Al |
Am |
An |
Ao |
Ap |
Aq |
Ar |
As |
At |
Au |
Av |
Aw |
Ax |
Ay |
Az
 
Aba |
Abb |
Abc |
Abd |
Abe |
Abf |
Abg |
Abh |
Abi |
Abj |
Abk |
Abl |
Abm |
Abn |
Abo |
Abp |
Abr |
Abs |
Abt |
Abu |
Abw |
Aby |
Abz
Die Liste der Biografien führt alle Personen auf, die in der deutschsprachigen Wikipedia einen Artikel haben. Dieses ist eine Teilliste mit 9 Einträgen von Personen, deren Namen mit den Buchstaben „Aby“ beginnt.

## Aby
- Aby, Jessica (* 1998), ivorische Fußballspielerin

### Abya
- Abyar, Narges (* 1970), iranische Filmregisseurin, Autorin und Drehbuchautorin

### Abyd
- Abydenos, antiker griechischer Historiker

### Abyh
- Åbyholm, Astrid (* 1966), norwegische Squashspielerin

### Abyl
- Abylgasijew, Muchammedkaly (* 1968), kirgisischer Politiker, Premierminister der Republik Kirgisistan (2018–2020)
- Abylqassymowa, Madina (* 1978), kasachische Politikerin

### Abyn
- Abyngdon, Henry († 1497), englischer Geistlicher und Musiker

### Abys
- Abyss (* 1973), US-amerikanischer WrestlerAbyss (* 1973)

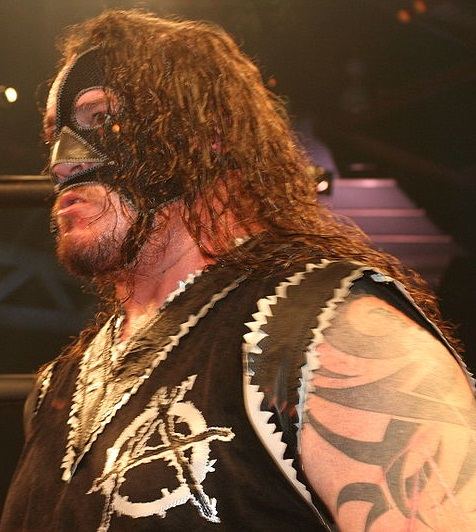
Abyss (* 1973)

- Abyssowa, Irina Alexejewna (* 1980), russische Triathletin